# Вакино (Пермский край)
Вакино — опустевшая деревня в Юсьвинском муниципальном округе Пермского края России.

## Географическое положение
Деревня расположена в северной части Юсьвинского муниципального округа на расстоянии менее 3 километров по прямой на запад-юго-запад от поселка Тукачево. 

## История
Деревня упоминается с 1765 года, основана выходцами из деревня Верх-Поя. Население было когда-то занято на участках Тукачевского леспромхоза, в колхозе "Красная звезда", к 2019 году жителей и жилых домов не осталось. До 2020 года входила в состав Купросского сельского поселения Юсьвинского района.     

## Климат
Климат умеренно-континентальный. Средняя температура июля +17,7°С, января –15,8°С. Среднегодовое количество осадков составляет 664 мм, причем максимальное суточное количество достигает 68 мм, наибольшая высота снежного покрова 66-93см. Средняя температура зимой  (январь)- 15,8°С (абсолютный минимум - 53°С), летом (июль)+ 17,7 °С (абсолютный максимум + 38°С). Заморозки в воздухе заканчиваются в III декаде мая, но в отдельные годы заморозки отмечаются в конце апреля или начале июня. Осенние заморозки наступают в первой-начале второй декаде сентября. Средняя продолжительность безморозного периода 100 дней.

## Население
Постоянное население составляло 11 человек (100% коми-пермяки) в 2002 году,  8 человек в 2010 году, 0 (2019).     